# Carpanthea pomeridiana
Carpanthea pomeridiana är en isörtsväxtart som först beskrevs av Carl von Linné, och fick sitt nu gällande namn av Nicholas Edward Brown. Carpanthea pomeridiana ingår i släktet Carpanthea och familjen isörtsväxter. Inga underarter finns listade i Catalogue of Life.

## Bildgalleri

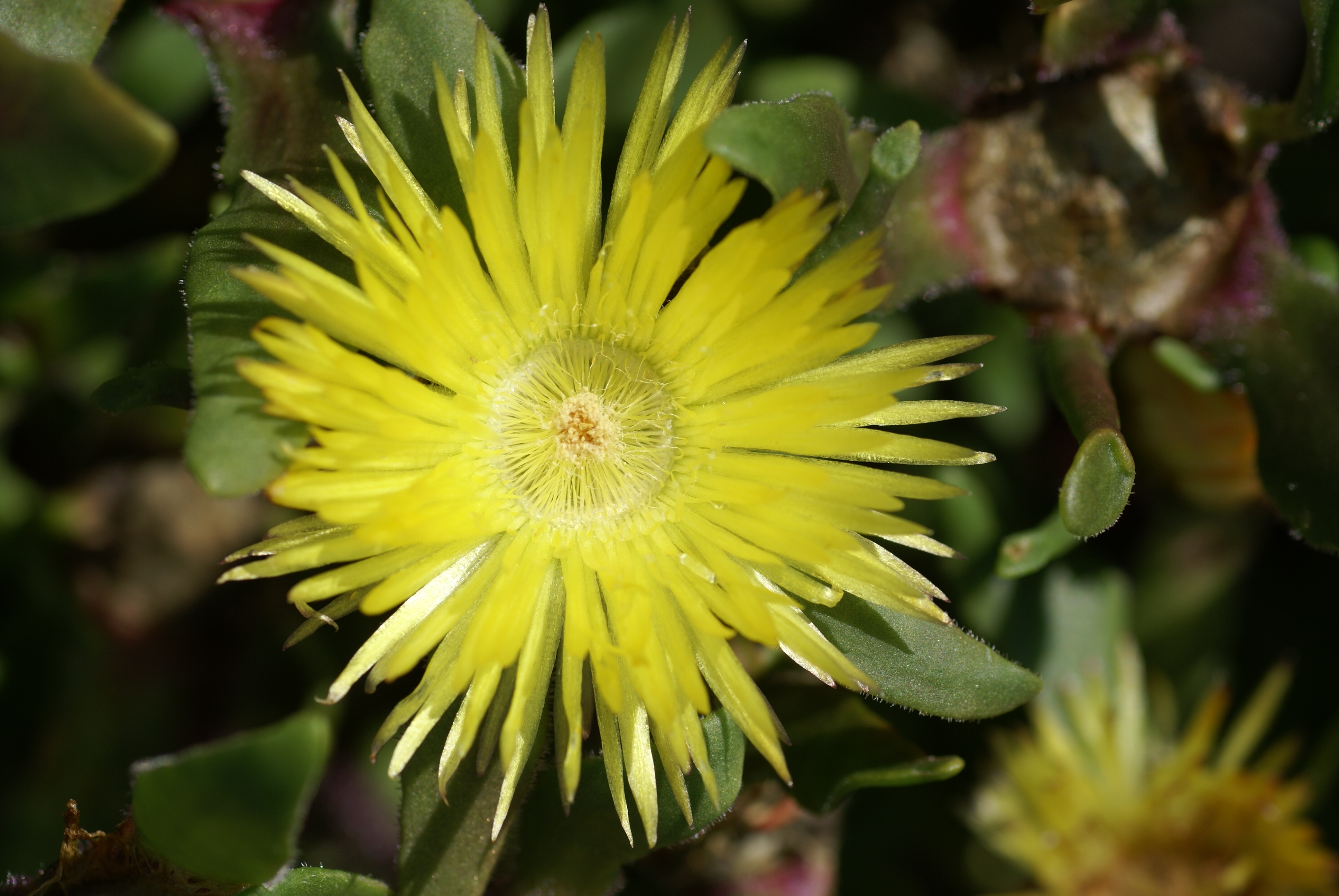
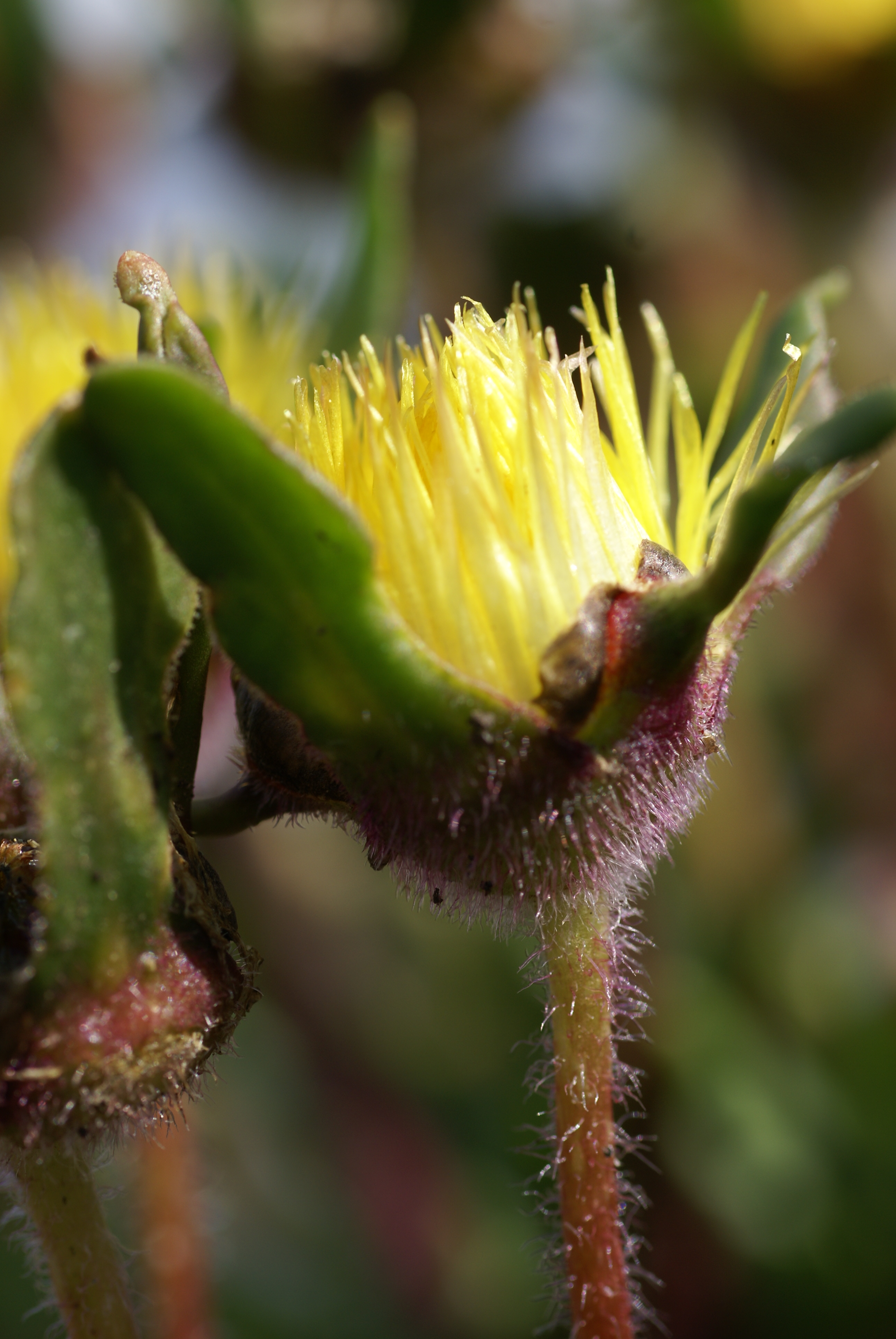
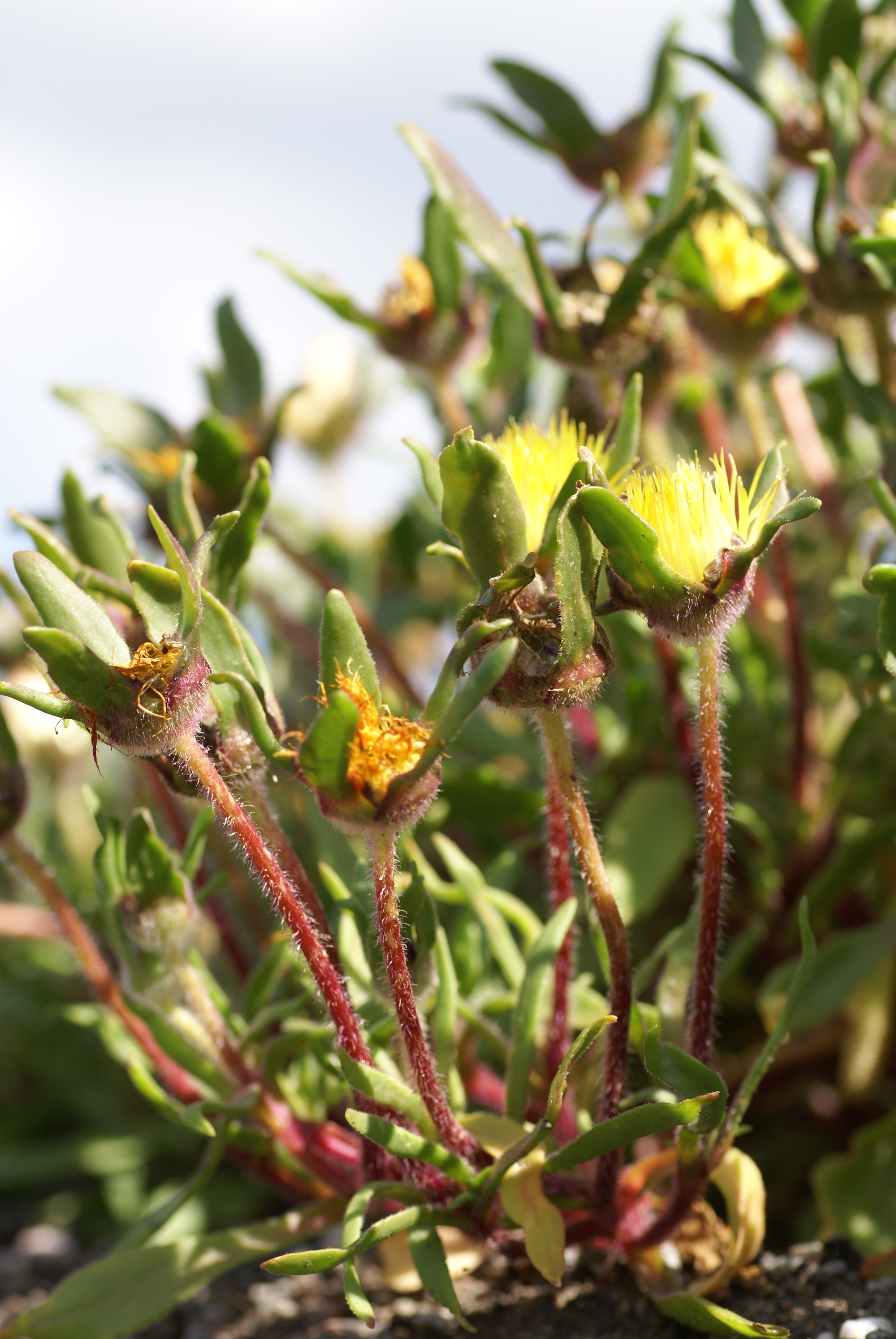
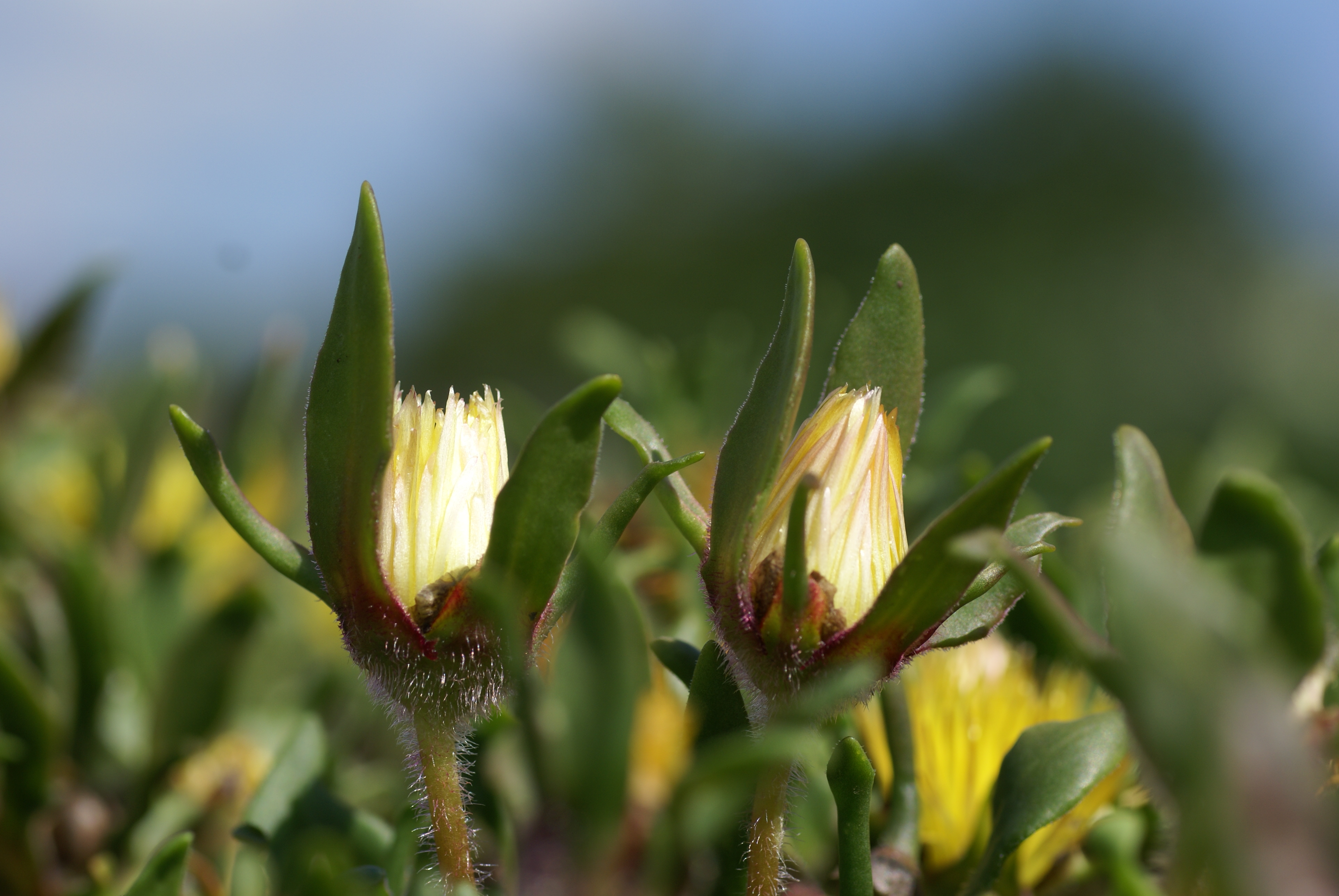
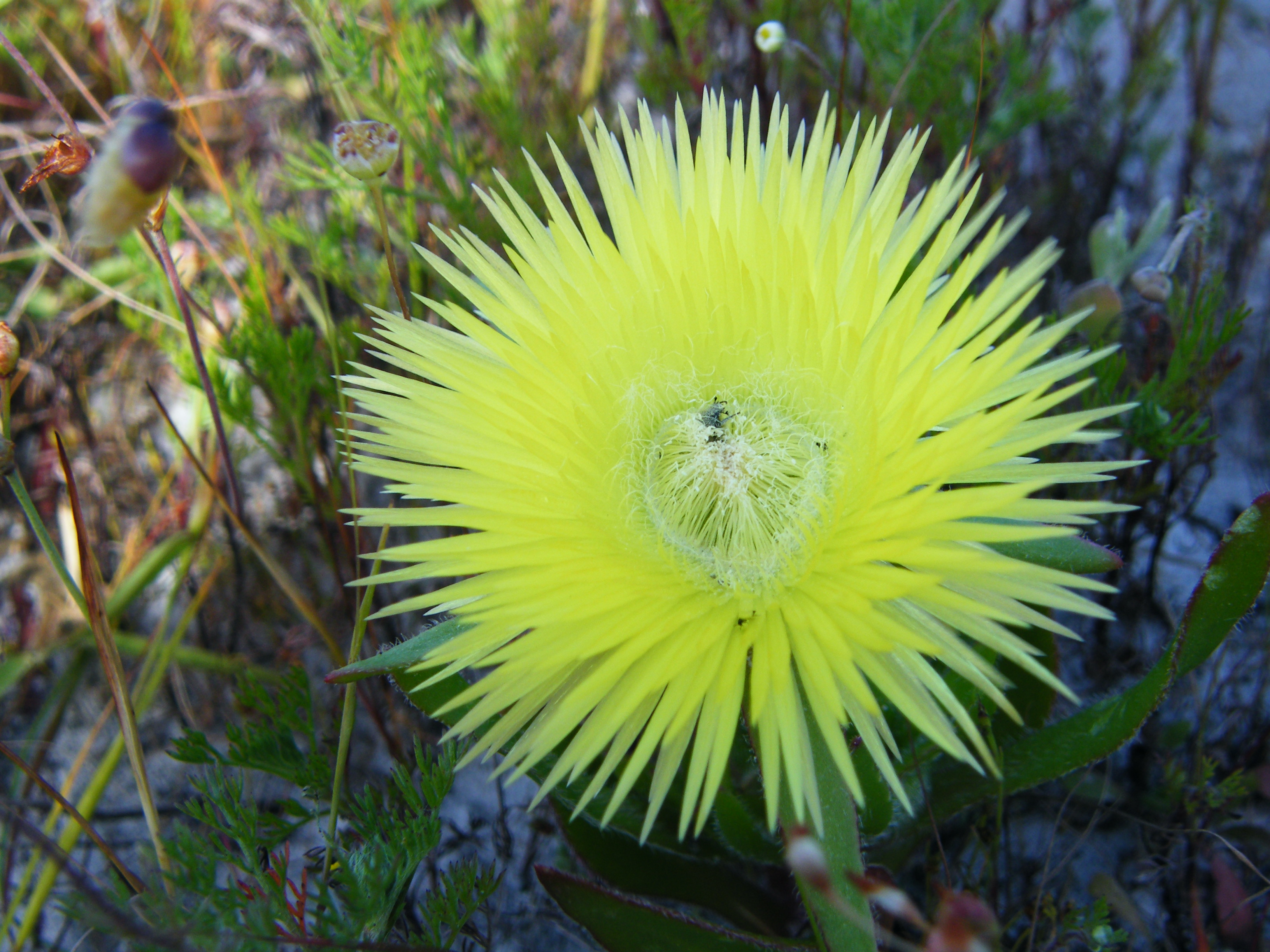
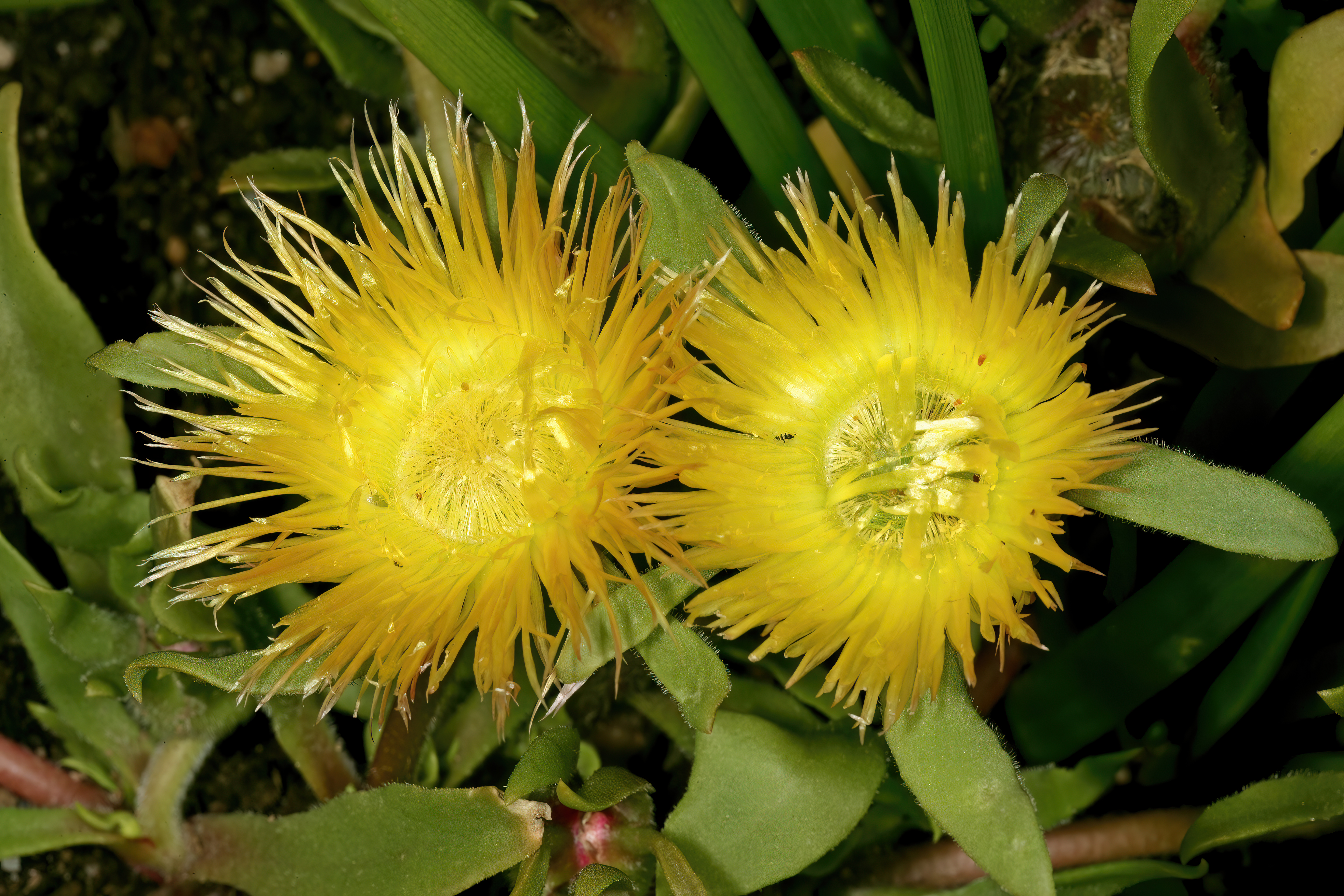
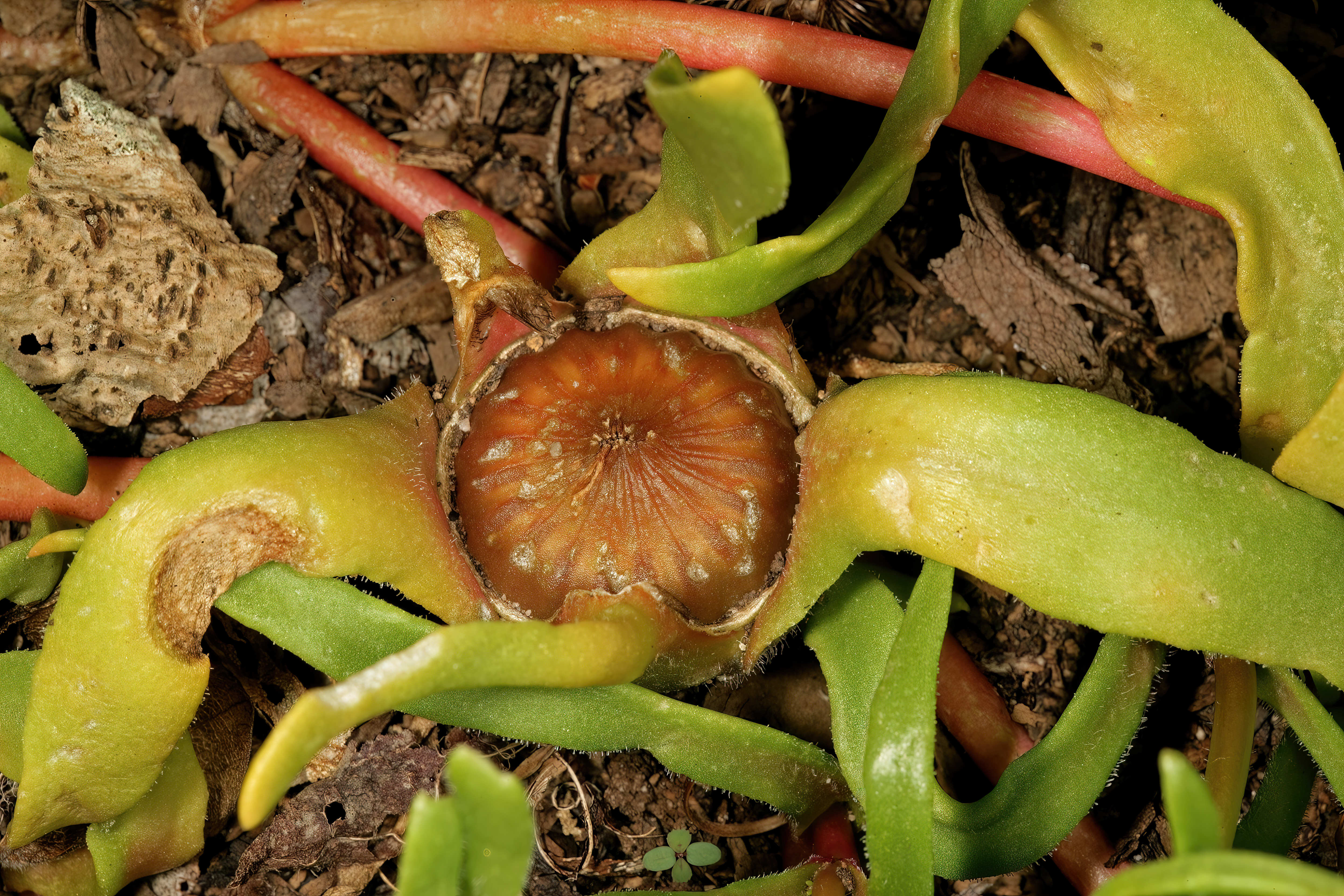